# JTG Daugherty Racing
JTG Daugherty Racing (anteriormente ST Motorsports y JTG Racing ) es un equipo de carreras de autos stock profesional estadounidense que actualmente compite en la NASCAR Cup Series. El equipo es propiedad del exejecutivo de publicidad Tad Geschickter y su esposa Jodi, junto con el actual analista de NBC Sports y Brad Daugherty. El equipo anteriormente tenía alianzas con Wood Brothers Racing, Michael Waltrip Racing y Richard Childress Racing. El equipo actualmente tiene una alianza técnica con Hendrick Motorsports. JTG Daugherty actualmente tiene dos Chevrolet Camaro ZL1 1LE equipos a tiempo completo: el n.º 37 para Ryan Preece y el N.º 47 para Ricky Stenhouse Jr.

## NASCAR Cup Series
Más información: Wood Brothers Racing y Michael Waltrip Racing

### Historia del auto n.º 37

#### Chris Buescher (2017-2019)

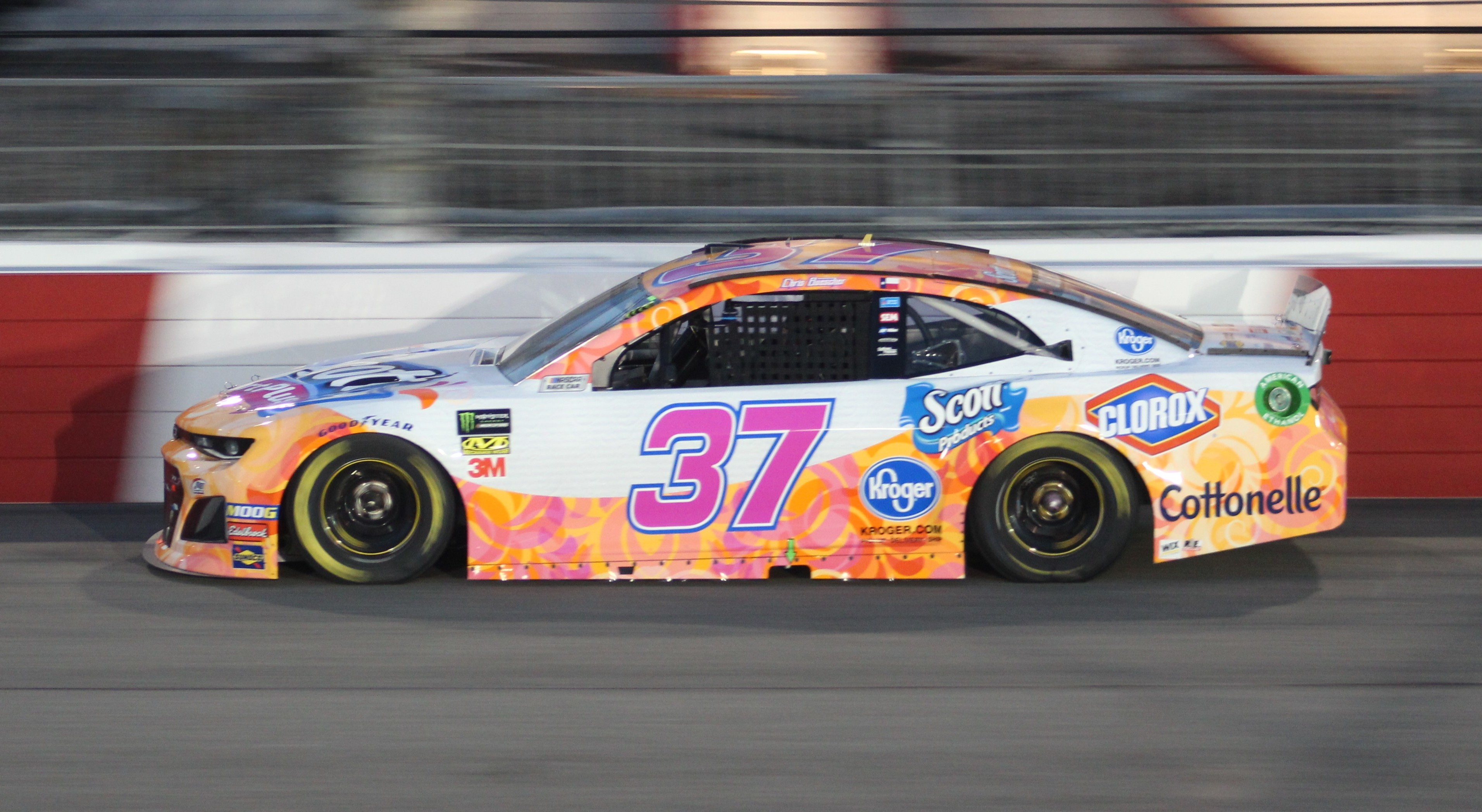
Chris Buescher en el No. 37 en Richmond Raceway en 2019

En noviembre de 2016, el equipo anunció planes para expandirse a dos autos para la temporada 2017 . El 29 de noviembre, Roush Fenway Racing arrendó su contrato n.º 16 a JTG, mientras que también cedió al piloto Chris Buescher al equipo.  El nuevo auto fue revelado como el n.º 37 el 12 de diciembre.  Durante la temporada baja 2016-17, se reveló que los patrocinadores del auto 37 serían productos vendidos en tiendas Kroger como Cottonelle, Cheerios, Bush's Baked Beans, Kingsford y Scott Products. Liberty Tax Service se agregó como patrocinador el 2 de junio de 2017. En 2018, JTG compró el chárter n.º 77 de Furniture Row Racing para el n.º 37; la carta alquilada a Roush Fenway Racing se vendió posteriormente al equipo Penske por el n.º 12.
A lo largo de sus tres años en el n.º 37, el mejor resultado de Buescher fue el quinto en ambas carreras de Daytona en 2018, y su mejor resultado en puntos fue el vigésimo en 2019. El 25 de septiembre de 2019, se anunció que Buescher regresará a Roush Fenway. Racing para reemplazar a Ricky Stenhouse Jr. en el Ford n.º 17 en 2020.

#### Ryan Preece (2020-presente)
El 16 de agosto de 2019, Ryan Preece confirmó que regresaría a JTG Daugherty Racing para la temporada 2020, esta vez, en el n.º 37, con su nuevo compañero de equipo Ricky Stenhouse Jr. (quien reemplazó a Chris Buescher ) en el n.º 47 que Preece condujo en 2019. Antes del Auto Club 400 de 2020 en Fontana, el equipo n.º 37 estaba atracado con 10 puntos de propietario y piloto y el jefe de equipo Trent Owens fue suspendido para la carrera después de que se descubrió que el auto tenía una modificación ilegal durante la inspección previa a la carrera. Preece luchó poderosamente durante la temporada 2020, terminando último un total de cuatro veces, tres de ellas consecutivamente. Después de un choque violento en Kansas donde se fue ileso, Preece logró anotar dos resultados entre los 10 primeros, pero terminó la temporada 29 en la clasificación.

### Resultados del auto n.º 37
| Año  | Piloto         | N.º | Fabricante | 1     | 2     | 3     | 4     | 5     | 6     | 7     | 8     | 9     | 10    | 11    | 12    | 13    | 14    | 15    | 16    | 17    | 18    | 19    | 20    | 21    | 22    | 23    | 24    | 25    | 26    | 27    | 28    | 29    | 30    | 31    | 32    | 33    | 34    | 35    | 36    | Owners | Pts |
| ---- | -------------- | --- | ---------- | ----- | ----- | ----- | ----- | ----- | ----- | ----- | ----- | ----- | ----- | ----- | ----- | ----- | ----- | ----- | ----- | ----- | ----- | ----- | ----- | ----- | ----- | ----- | ----- | ----- | ----- | ----- | ----- | ----- | ----- | ----- | ----- | ----- | ----- | ----- | ----- | ------ | --- |
| 2017 | Chris Buescher | 37  | Chevy      | DAY35 | ATL24 | LVS23 | PHO27 | CAL25 | MAR11 | TEX21 | BRI39 | RCH17 | TAL15 | KAN18 | CLT20 | DOV23 | POC19 | MCH36 | SON19 | DAY10 | KEN16 | NHA25 | IND9  | POC28 | GLN11 | MCH6  | BRI27 | DAR17 | RCH32 | CHI27 | NHA21 | DOV30 | CLT18 | TAL17 | KAN6  | MAR21 | TEX22 | PHO37 | HOM20 | 26th   | 564 |
| 2018 | Chris Buescher | 37  | Chevy      | DAY5  | ATL25 | LVS15 | PHO29 | CAL30 | MAR23 | TEX15 | BRI36 | RCH26 | TAL11 | DOV20 | KAN34 | CLT29 | POC17 | MCH24 | SON12 | CHI22 | DAY5  | KEN23 | NHA20 | POC37 | GLN20 | MCH20 | BRI19 | DAR13 | IND25 | LVS15 | RCH30 | CLT17 | DOV25 | TAL21 | KAN16 | MAR13 | TEX23 | PHO18 | HOM23 | 24th   | 585 |
| 2019 | Chris Buescher | 37  | Chevy      | DAY37 | ATL9  | LVS18 | PHO16 | CAL16 | MAR21 | TEX20 | BRI22 | RCH22 | TAL30 | DOV23 | KAN10 | CLT6  | POC14 | MCH16 | SON16 | CHI18 | DAY17 | KEN10 | NHA15 | POC16 | GLN13 | MCH14 | BRI17 | DAR12 | IND15 | LVS18 | RCH31 | CLT18 | DOV36 | TAL20 | KAN13 | MAR12 | TEX19 | PHO16 | HOM16 | 20th   | 729 |
| 2020 | Ryan Preece    | 37  | Chevy      | DAY29 | LVS37 | CAL30 | PHO18 | DAR20 | DAR39 | CLT22 | CLT24 | BRI12 | ATL26 | MAR26 | HOM24 | TAL15 | POC20 | POC25 | IND40 | KEN38 | TEX40 | KAN34 | NHA16 | MCH25 | MCH16 | DAY23 | DOV25 | DOV26 | DAY37 | DAR17 | RCH20 | BRI9  | LVS19 | TAL10 | CLT14 | KAN29 | TEX18 | MAR19 | PHO34 | 29th   | 477 |
| 2021 | Ryan Preece    | 37  | Chevy      | DAY6  | DAY9  | HOM21 | LVS15 | PHO26 | ATL25 | BRI18 | MAR36 | RCH29 | TAL   | KAN   | DAR   | DOV   | COA   | CLT   | SON   | NSH   | POC   | POC   | ROA   | ATL   | NHA   | GLN   | IND   | MCH   | DAY   | DAR   | RCH   | BRI   | LVS   | TAL   | CLT   | TEX   | KAN   | MAR   | PHO   | -*     | -*  |

### Historia del auto n.º 47

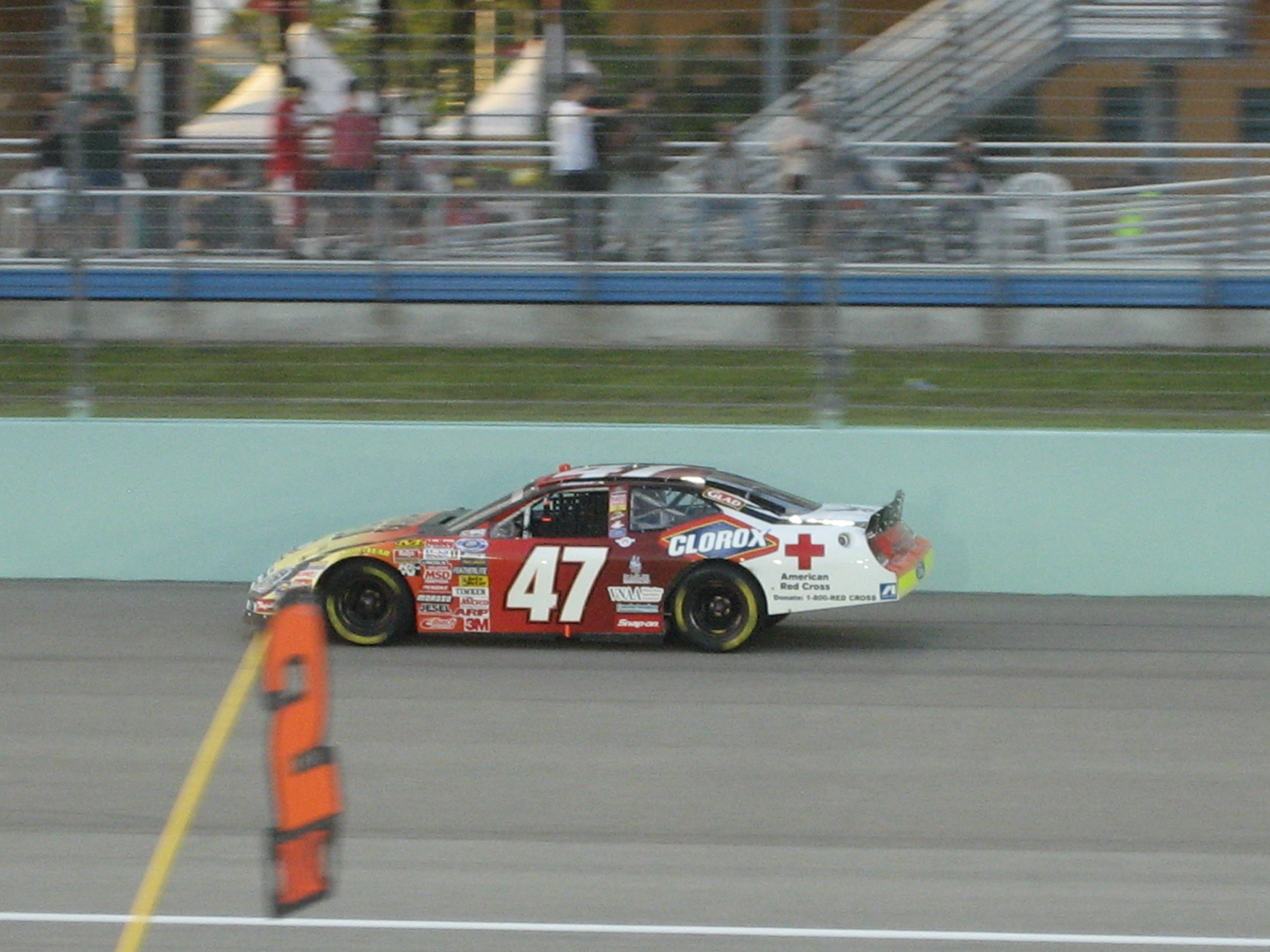
Kelly Bires durante el Ford 300 2007 en el Homestead-Miami Speedway.

En 2006, JTG Racing inició una asociación con Wood Brothers Racing para presentar el auto n.º 21 bajo el estandarte de Wood Brothers / JTG Racing. JTG Daugherty intentó debutar en la Serie de la Copa en la tercera carrera de 2007 en Las Vegas Motor Speedway con Ken Schrader al volante del Ore-Ida Ford, un segundo automóvil del n.º 21 de los Wood Brothers, pero el equipo no se clasificó para la carrera. Jon Wood intentó calificar al n.º 47 en la carrera número 29 de la temporada en Kansas Speedway, pero tampoco pudo calificar al auto de Little Debbie / Nutty Bars en el campo.

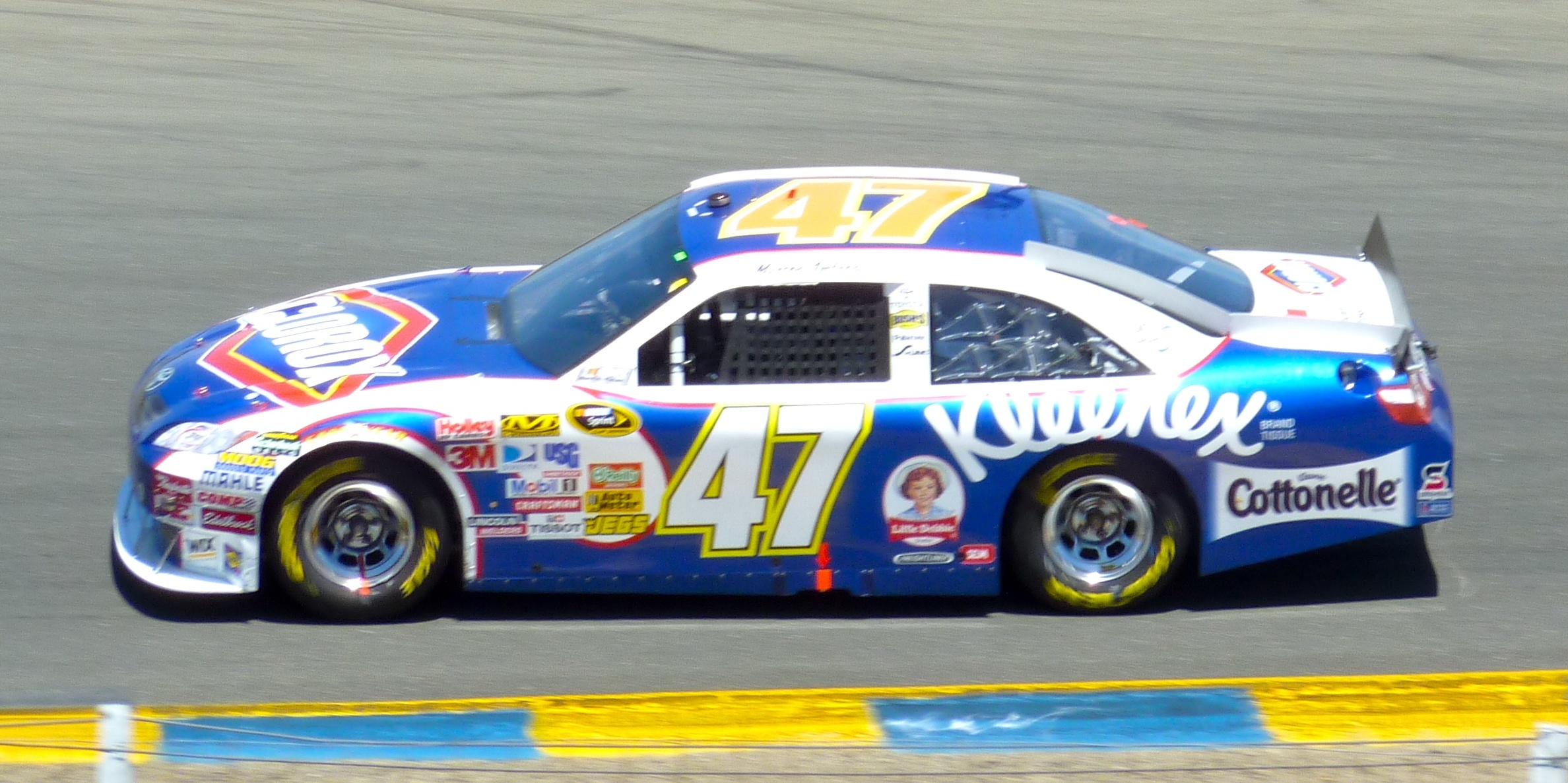
Marcos Ambrose en el n.º 47 durante el Toyota / Save Mart 350 del 2010

#### Marcos Ambrose (2008-2010)
Con la nueva propiedad de JTG Daugherty Racing en 2008, el equipo intentó calificar para el Allstate 400 en el Brickyard con Marcos Ambrose al volante y se clasificó en la carrera en la posición 24. Ambrose terminó en la 22ª posición. Ambrose terminó tercero en el Ford Fusion n.º 21 de Wood Brothers Racing en Centurion Boats en Glen en Watkins Glen International. El 1 de octubre, JTG Daugherty firmó un acuerdo para entrar en una alianza técnica con Michael Waltrip Racing por el resto de 2008 y la temporada de la Copa Sprint 2009. Durante esta alianza técnica en 2008 y 2009, el n.º 47 corrió un Toyota Camry como tercer coche del Michael Waltrip Racing. Durante el resto de la temporada 2008, el 47 se cambió a Toyota y arrendó los puntos de propietario para la entrada n.º 00 de MWR. Ambrose corrió cuatro carreras durante el resto de la temporada y tuvo el mejor resultado del decimoctavo. El 47 se convirtió en una entrada a tiempo completo en 2009, con el patrocinio principalmente de Little Debbie y Clorox Company. Tuvo siete resultados entre los diez primeros, incluido un segundo en Watkins Glen, y terminó decimoctavo en los puntos. La alianza continuó durante 2010, con Ambrose nuevamente como el tercer automóvil de MWR. En 2010, Ambrose tuvo una temporada más baja, estadísticamente hablando, que en 2009. Su falla más cercana fue en Sonoma en junio de 2010, donde controló las últimas etapas de la carrera de 110 vueltas solo para ser enviado al séptimo en el reinicio final después de estancar su motor en la curva 1 bajo precaución. Ambrose terminó sexto, dándole una victoria segura a Jimmie Johnson. Juan Pablo Montoya por la victoria en la segunda carrera en autódromo de la temporada, en Watkins Glen, terminando tercero después de liderar 8 vueltas.

#### Bobby Labonte (2011-2013)

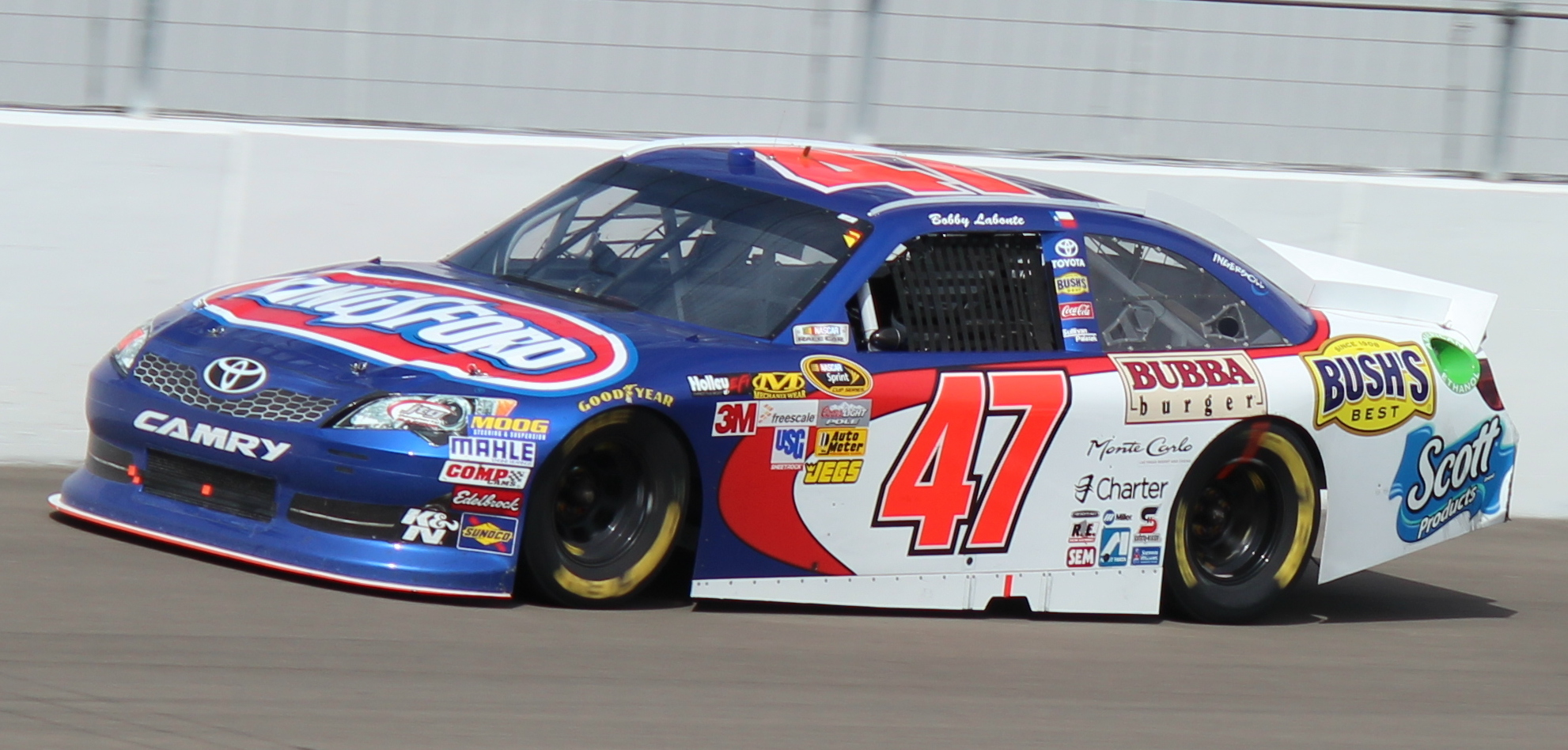
Bobby Labonte en el n.º 47 en Las Vegas Motor Speedway en 2012

Para 2011, sin embargo, Ambrose dejó JTG Daugherty Racing en la Sprint Cup Series para conducir para Richard Petty Motorsports, aunque condujo para JTG en un contrato de una carrera para Watkins Glen en la Nationwide Series. Fue reemplazado por el ex campeón de la serie Bobby Labonte. Labonte demostró ser un buen reemplazo al anotar cuarto en las 500 Millas de Daytona y empujar a Trevor Bayne al liderazgo en la última vuelta. Sin embargo, las 500 siguieron siendo su único punto alto, y lucharon durante toda la temporada para terminar en el puesto 29. Como resultado, el jefe de equipo Frankie Kerr fue trasladado al puesto de capataz de taller y JTG contrató al exjefe de equipo de Richard Childress Racing , Todd Berrier. como su nuevo jefe de equipo y gerente general. Para mejorar el rendimiento del equipo más allá de MWR, JTG regresó a la antigua tienda de carreras de Geischeckter que compartía con los Wood Brothers. Sin embargo, el equipo tuvo muy pocas buenas carreras en 2012. Para 2013, Labonte y JTG tendrían el mejor resultado 15.º en Daytona antes de ser reemplazado en Kentucky por AJ Allmendinger. Allmendinger anotaría un top 10 en Watkins Glen.

#### AJ Allmendinger (2013-2018)

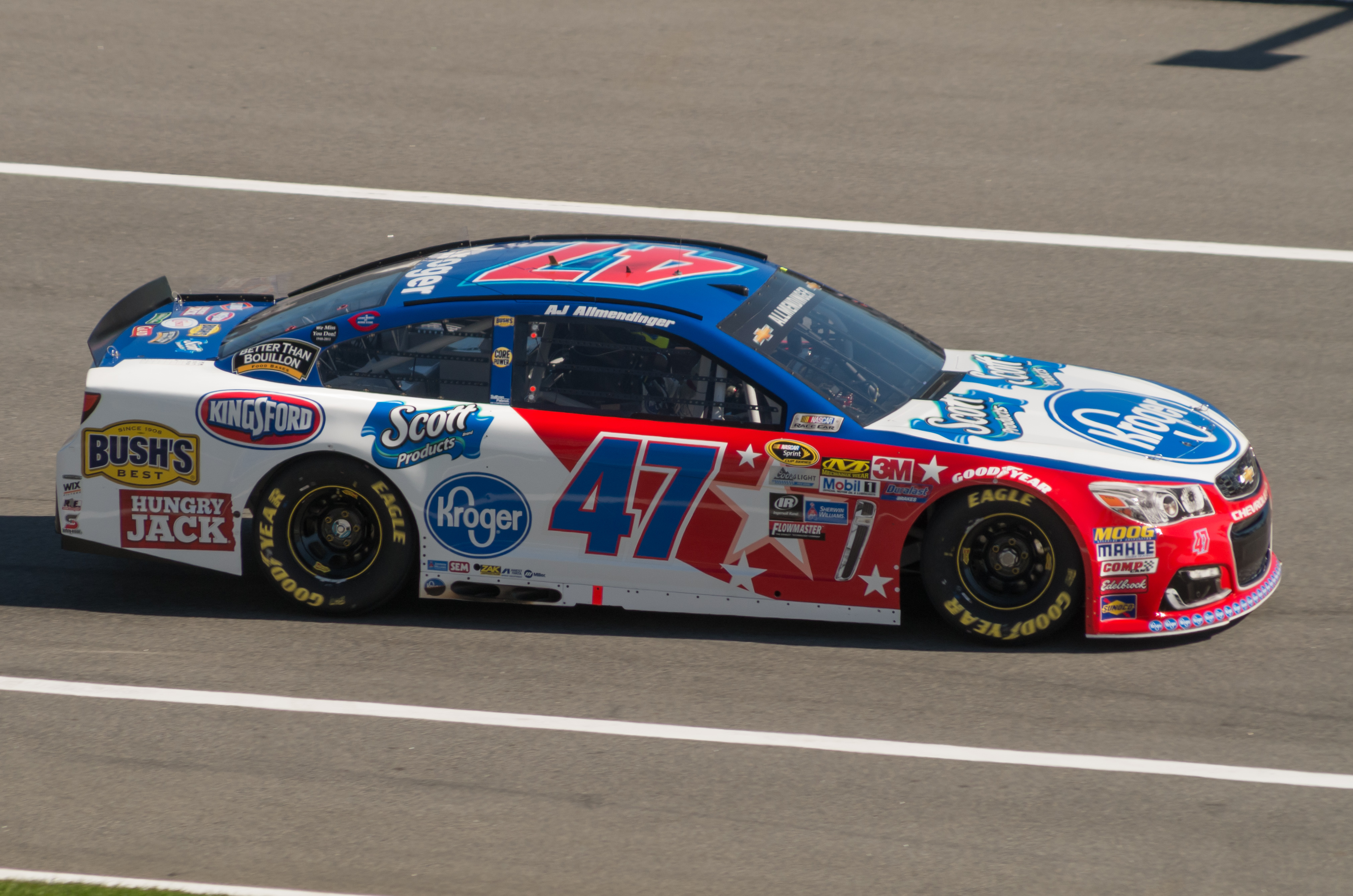
A. J. Allmendinger in the No. 47 at Daytona International Speedway in 2016

El 29 de agosto de 2013, Sporting News informó que Allmendinger será el piloto a tiempo completo de JTG Daugherty Racing en 2014. El equipo también se cambiará a Chevrolet y formará una alianza técnica con Richard Childress Racing.
Allmendinger comenzó el 2014 lentamente, pero se calentó con resultados consecutivos entre los 10 primeros en mayo. También se abrió camino en la Sprint All-Star Race . Allmendinger tuvo el auto más fuerte en Sonoma en junio, pero estuvo involucrado en un incidente que lo dejó en un decepcionante puesto 37. Sin embargo, consiguió la redención en Watkins Glen al ganar la carrera, superando a su compañero as del autódromo Marcos Ambrose en la primera victoria del equipo en la Copa Sprint. La victoria también fue el primer nacimiento de la Caza para JTG. Irónicamente, el propio Ambrose estuvo a punto de anotar la primera victoria del equipo en 2010. Allmendinger se clasificó para la Caza, el primer nacimiento de la Caza para JTG Daugherty, y terminó 13.º en la clasificación de puntos.
Tanto Allmendinger como todos los patrocinadores del equipo regresaron en 2015. Allmendinger y el # 47 comenzaron 2015 con cuatro top 20 consecutivos, incluyendo un par de top 10. Allmendinger también arrasó en los dos polos de los autódromos, en Sonoma y Watkins Glen. Sin embargo, el equipo anotó solo un top 10 más, en Pocono en agosto, y Allmendinger terminó 22º en puntos. Allmendinger y Kroger firmaron una extensión de contrato de varios años después de la temporada 2015.
Después de comenzar la temporada 2016 lentamente, el n.º 47 tomó impulso con un octavo lugar en California en la primavera. Una semana después en Martinsville, Allmendinger terminó en segundo lugar detrás de Kyle Busch. El equipo se perdió la Caza, pero cerró la temporada con fuerza recogiendo seis top 10 más y un top 5 en Watkins Glen. Allmendinger terminó 19.º en puntos.
En 2017, el equipo tuvo un gran comienzo, terminando tercero, casi ganando las 500 Millas de Daytona. En la primera carrera de Talladega, el n.º 47 se volcó, mientras intentaba empujar a Chase Elliott al final de la carrera mientras corría nuevamente entre los 5 primeros.

#### Ryan Preece (2019)
El 25 de septiembre de 2018, se anunció que Allmendinger se separará de JTG Daugherty al final de la temporada 2018. Tres días después, se anunció que Ryan Preece lo reemplazará como piloto del n.º 47 en 2019. Además, Preece compitió por los honores de Novato del Año 2019.
Preece comenzó la temporada 2019 con un octavo lugar en las 500 Millas de Daytona de 2019.
El 11 de octubre de 2019, JTG Daugherty Racing anunció que el ingeniero del equipo Eddie Pardue reemplazaría a Tristan Smith como jefe de equipo del auto n.º 47 durante las seis carreras restantes de la temporada. Smith, mientras tanto, se trasladará a un puesto de ingeniero.

#### Ricky Stenhouse Jr. (2020-presente)
El 16 de octubre de 2019, JTG anunció que Stenhouse conduciría para ellos en 2020.  El equipo anunció más tarde que Stenhouse conducirá este automóvil con Brian Pattie como jefe de equipo y trasladó a Preece al automóvil 37. Stenhouse tuvo un comienzo rápido para el equipo, ganando la pole para las 500 Millas de Daytona de 2020, la primera pole para JTG en un óvalo.  Siguió a un puesto 20 en Daytona con una buena actuación en Las Vegas, liderando 30 vueltas y terminando tercero. Antes del 2020 Auto Club 400 en Fontana , el equipo n.º 47 tenía 10 puntos de propietario y conductor y el jefe de equipo Brian Pattie fue suspendido para la carrera después de que se descubrió que el auto tenía una modificación ilegal durante la inspección previa a la carrera.  Stenhouse luego terminó cuarto en el Alsco Uniforms 500 2020 y lo siguió al terminar segundo en Talladega en una carrera cerrada. Terminó su primera temporada con el equipo 24º en la clasificación.

#### Resultados del auto n.º 47
| Monster Energy NASCAR Cup Series results | Monster Energy NASCAR Cup Series results | Monster Energy NASCAR Cup Series results | Monster Energy NASCAR Cup Series results | Monster Energy NASCAR Cup Series results | Monster Energy NASCAR Cup Series results | Monster Energy NASCAR Cup Series results | Monster Energy NASCAR Cup Series results | Monster Energy NASCAR Cup Series results | Monster Energy NASCAR Cup Series results | Monster Energy NASCAR Cup Series results | Monster Energy NASCAR Cup Series results | Monster Energy NASCAR Cup Series results | Monster Energy NASCAR Cup Series results | Monster Energy NASCAR Cup Series results | Monster Energy NASCAR Cup Series results | Monster Energy NASCAR Cup Series results | Monster Energy NASCAR Cup Series results | Monster Energy NASCAR Cup Series results | Monster Energy NASCAR Cup Series results | Monster Energy NASCAR Cup Series results | Monster Energy NASCAR Cup Series results | Monster Energy NASCAR Cup Series results | Monster Energy NASCAR Cup Series results | Monster Energy NASCAR Cup Series results | Monster Energy NASCAR Cup Series results | Monster Energy NASCAR Cup Series results | Monster Energy NASCAR Cup Series results | Monster Energy NASCAR Cup Series results | Monster Energy NASCAR Cup Series results | Monster Energy NASCAR Cup Series results | Monster Energy NASCAR Cup Series results | Monster Energy NASCAR Cup Series results | Monster Energy NASCAR Cup Series results | Monster Energy NASCAR Cup Series results | Monster Energy NASCAR Cup Series results | Monster Energy NASCAR Cup Series results | Monster Energy NASCAR Cup Series results | Monster Energy NASCAR Cup Series results | Monster Energy NASCAR Cup Series results | Monster Energy NASCAR Cup Series results | Monster Energy NASCAR Cup Series results |
| Year                                     | Driver                                   | N.º                                      | Make                                     | 1                                        | 2                                        | 3                                        | 4                                        | 5                                        | 6                                        | 7                                        | 8                                        | 9                                        | 10                                       | 11                                       | 12                                       | 13                                       | 14                                       | 15                                       | 16                                       | 17                                       | 18                                       | 19                                       | 20                                       | 21                                       | 22                                       | 23                                       | 24                                       | 25                                       | 26                                       | 27                                       | 28                                       | 29                                       | 30                                       | 31                                       | 32                                       | 33                                       | 34                                       | 35                                       | 36                                       | Owners                                   | Pts                                      |
| ---------------------------------------- | ---------------------------------------- | ---------------------------------------- | ---------------------------------------- | ---------------------------------------- | ---------------------------------------- | ---------------------------------------- | ---------------------------------------- | ---------------------------------------- | ---------------------------------------- | ---------------------------------------- | ---------------------------------------- | ---------------------------------------- | ---------------------------------------- | ---------------------------------------- | ---------------------------------------- | ---------------------------------------- | ---------------------------------------- | ---------------------------------------- | ---------------------------------------- | ---------------------------------------- | ---------------------------------------- | ---------------------------------------- | ---------------------------------------- | ---------------------------------------- | ---------------------------------------- | ---------------------------------------- | ---------------------------------------- | ---------------------------------------- | ---------------------------------------- | ---------------------------------------- | ---------------------------------------- | ---------------------------------------- | ---------------------------------------- | ---------------------------------------- | ---------------------------------------- | ---------------------------------------- | ---------------------------------------- | ---------------------------------------- | ---------------------------------------- | ---------------------------------------- | ---------------------------------------- |
| 2007                                     | Ken Schrader                             | 47                                       | Ford                                     | DAY                                      | CAL                                      | LVSDNQ                                   | ATL                                      | BRI                                      | MAR                                      | TEX                                      | PHO                                      | TAL                                      | RCH                                      | DAR                                      | CLT                                      | DOV                                      | POC                                      | MCH                                      | SON                                      | NHA                                      | DAY                                      | CHI                                      | IND                                      | POC                                      | GLN                                      | MCH                                      | BRI                                      | CAL                                      | RCH                                      | NHA                                      | DOV                                      |                                          |                                          |                                          |                                          |                                          |                                          |                                          |                                          | 63rd                                     | 26                                       |
| 2007                                     | Jon Wood                                 | 47                                       | Ford                                     |                                          |                                          |                                          |                                          |                                          |                                          |                                          |                                          |                                          |                                          |                                          |                                          |                                          |                                          |                                          |                                          |                                          |                                          |                                          |                                          |                                          |                                          |                                          |                                          |                                          |                                          |                                          |                                          | KANDNQ                                   | TAL                                      | CLT                                      | MAR                                      | ATL                                      | TEX                                      | PHO                                      | HOM                                      | 63rd                                     | 26                                       |
| 2008                                     | Marcos Ambrose                           | 47                                       | Ford                                     | DAY                                      | CAL                                      | LVS                                      | ATL                                      | BRI                                      | MAR                                      | TEX                                      | PHO                                      | TAL                                      | RCH                                      | DAR                                      | CLT                                      | DOV                                      | POC                                      | MCH                                      | SON                                      | NHA                                      | DAY                                      | CHI                                      | IND22                                    | POC                                      | GLN3                                     | MCH43                                    | BRI                                      | CAL32                                    | RCH                                      | NHA                                      | DOV32                                    | KAN36                                    | TAL                                      | CLT                                      | MAR                                      | ATL                                      | TEX                                      | PHO                                      | HOM                                      | 52nd                                     | 152                                      |
| 2009                                     | Marcos Ambrose                           | 47                                       | Toyota                                   | DAY17                                    | CAL22                                    | LVS20                                    | ATL38                                    | BRI10                                    | MAR14                                    | TEX41                                    | PHO14                                    | TAL4                                     | RCH11                                    | DAR33                                    | CLT26                                    | DOV20                                    | POC6                                     | MCH31                                    | SON3                                     | NHA23                                    | DAY6                                     | CHI11                                    | IND22                                    | POC34                                    | GLN2                                     | MCH35                                    | BRI3                                     | ATL23                                    | RCH22                                    | NHA20                                    | DOV14                                    | KAN14                                    | CAL23                                    | CLT22                                    | MAR27                                    | TAL34                                    | TEX15                                    | PHO11                                    | HOM35                                    | 18th                                     | 3830                                     |
| 2010                                     | Marcos Ambrose                           | 47                                       | Toyota                                   | DAY41                                    | CAL35                                    | LVS14                                    | ATL11                                    | BRI33                                    | MAR11                                    | PHO11                                    | TEX17                                    | TAL37                                    | RCH9                                     | DAR25                                    | DOV36                                    | CLT36                                    | POC30                                    | MCH15                                    | SON6                                     | NHA13                                    | DAY32                                    | CHI28                                    | IND21                                    | POC39                                    | GLN3                                     | MCH15                                    | BRI20                                    | ATL10                                    | RCH5                                     | NHA30                                    | DOV20                                    | KAN34                                    | CAL33                                    | CLT16                                    | MAR34                                    | TAL34                                    | TEX12                                    | PHO22                                    | HOM26                                    | 27th                                     | 3422                                     |
| 2011                                     | Bobby Labonte                            | 47                                       | Toyota                                   | DAY4                                     | PHO21                                    | LVS24                                    | BRI13                                    | CAL38                                    | MAR27                                    | TEX25                                    | TAL24                                    | RCH24                                    | DAR18                                    | DOV18                                    | CLT24                                    | KAN28                                    | POC28                                    | MCH22                                    | SON38                                    | DAY31                                    | KEN26                                    | NHA7                                     | IND17                                    | POC25                                    | GLN19                                    | MCH16                                    | BRI34                                    | ATL38                                    | RCH20                                    | CHI37                                    | NHA19                                    | DOV26                                    | KAN30                                    | CLT29                                    | TAL35                                    | MAR32                                    | TEX28                                    | PHO21                                    | HOM27                                    | 29th                                     | 670                                      |
| 2012                                     | Bobby Labonte                            | 47                                       | Toyota                                   | DAY14                                    | PHO16                                    | LVS26                                    | BRI28                                    | CAL28                                    | MAR17                                    | TEX27                                    | KAN35                                    | RCH17                                    | TAL21                                    | DAR29                                    | CLT28                                    | DOV20                                    | POC22                                    | MCH16                                    | SON24                                    | KEN27                                    | DAY10                                    | NHA23                                    | IND26                                    | POC27                                    | GLN19                                    | MCH25                                    | BRI14                                    | ATL19                                    | RCH25                                    | CHI26                                    | NHA20                                    | DOV14                                    | TAL18                                    | CLT32                                    | KAN33                                    | MAR9                                     | TEX33                                    | PHO15                                    | HOM25                                    | 26th                                     | 772                                      |
| 2013                                     | Bobby Labonte                            | 47                                       | Toyota                                   | DAY15                                    | PHO24                                    | LVS30                                    | BRI41                                    | CAL28                                    | MAR21                                    | TEX42                                    | KAN24                                    | RCH19                                    | TAL20                                    | DAR26                                    | CLT24                                    | DOV21                                    | POC27                                    |                                          | SON43                                    |                                          | DAY23                                    | NHA27                                    | IND36                                    | POC19                                    |                                          | MCH35                                    | BRI38                                    |                                          |                                          |                                          | NHA40                                    |                                          |                                          | CLT28                                    | TAL34                                    | MAR32                                    | TEX40                                    | PHO22                                    |                                          | 31st                                     | 624                                      |
| 2013                                     | A. J. Allmendinger                       | 47                                       | Toyota                                   |                                          |                                          |                                          |                                          |                                          |                                          |                                          |                                          |                                          |                                          |                                          |                                          |                                          |                                          | MCH19                                    |                                          | KEN22                                    |                                          |                                          |                                          |                                          | GLN10                                    |                                          |                                          | ATL14                                    | RCH15                                    | CHI21                                    |                                          | DOV26                                    | KAN20                                    |                                          |                                          |                                          |                                          |                                          | HOM36                                    | 31st                                     | 624                                      |
| 2014                                     | A. J. Allmendinger                       | 47                                       | Chevy                                    | DAY26                                    | PHO26                                    | LVS18                                    | BRI25                                    | CAL8                                     | MAR11                                    | TEX23                                    | DAR15                                    | RCH6                                     | TAL5                                     | KAN30                                    | CLT23                                    | DOV21                                    | POC21                                    | MCH22                                    | SON37*                                   | KEN22                                    | DAY43                                    | NHA18                                    | IND18                                    | POC34                                    | GLN1*                                    | MCH13                                    | BRI14                                    | ATL40                                    | RCH23                                    | CHI22                                    | NHA13                                    | DOV23                                    | KAN11                                    | CLT12                                    | TAL23                                    | MAR9                                     | TEX14                                    | PHO16                                    | HOM40                                    | 13th                                     | 2260                                     |
| 2015                                     | A. J. Allmendinger                       | 47                                       | Chevy                                    | DAY20                                    | ATL7                                     | LVS6                                     | PHO17                                    | CAL34                                    | MAR43                                    | TEX21                                    | BRI34                                    | RCH13                                    | TAL17                                    | KAN14                                    | CLT29                                    | DOV24                                    | POC38                                    | MCH23                                    | SON37                                    | DAY21                                    | KEN26                                    | NHA13                                    | IND23                                    | POC7                                     | GLN24                                    | MCH28                                    | BRI27                                    | DAR23                                    | RCH24                                    | CHI36                                    | NHA23                                    | DOV29                                    | CLT16                                    | KAN27                                    | TAL36                                    | MAR11                                    | TEX17                                    | PHO24                                    | HOM20                                    | 22nd                                     | 758                                      |
| 2016                                     | A. J. Allmendinger                       | 47                                       | Chevy                                    | DAY21                                    | ATL27                                    | LVS14                                    | PHO17                                    | CAL8                                     | MAR2                                     | TEX22                                    | BRI19                                    | RCH25                                    | TAL14                                    | KAN8                                     | DOV23                                    | CLT16                                    | POC16                                    | MCH38                                    | SON14                                    | DAY13                                    | KEN36                                    | NHA21                                    | IND38                                    | POC14                                    | GLN4                                     | BRI9                                     | MCH15                                    | DAR23                                    | RCH20                                    | CHI17                                    | NHA21                                    | DOV19                                    | CLT37                                    | KAN8                                     | TAL10                                    | MAR10                                    | TEX17                                    | PHO17                                    | HOM8                                     | 20th                                     | 830                                      |
| 2017                                     | A. J. Allmendinger                       | 47                                       | Chevy                                    | DAY3                                     | ATL26                                    | LVS24                                    | PHO26                                    | CAL17                                    | MAR6                                     | TEX20                                    | BRI30                                    | RCH37                                    | TAL31                                    | KAN30                                    | CLT18                                    | DOV18                                    | POC22                                    | MCH18                                    | SON35                                    | DAY8                                     | KEN20                                    | NHA21                                    | IND10                                    | POC23                                    | GLN9                                     | MCH20                                    | BRI22                                    | DAR34                                    | RCH26                                    | CHI26                                    | NHA17                                    | DOV28                                    | CLT20                                    | TAL22                                    | KAN32                                    | MAR40                                    | TEX16                                    | PHO23                                    | HOM14                                    | 28th                                     | 531                                      |
| 2018                                     | A. J. Allmendinger                       | 47                                       | Chevy                                    | DAY10                                    | ATL29                                    | LVS30                                    | PHO21                                    | CAL22                                    | MAR8                                     | TEX24                                    | BRI17                                    | RCH27                                    | TAL34                                    | DOV21                                    | KAN16                                    | CLT23                                    | POC22                                    | MCH17                                    | SON38                                    | CHI24                                    | DAY3                                     | KEN30                                    | NHA36                                    | POC14                                    | GLN15                                    | MCH22                                    | BRI39                                    | DAR22                                    | IND37                                    | LVS14                                    | RCH29                                    | CLT7                                     | DOV22                                    | TAL6                                     | KAN21                                    | MAR14                                    | TEX20                                    | PHO12                                    | HOM19                                    | 22nd                                     | 603                                      |
| 2019                                     | Ryan Preece                              | 47                                       | Chevy                                    | DAY8                                     | ATL35                                    | LVS25                                    | PHO34                                    | CAL23                                    | MAR16                                    | TEX22                                    | BRI25                                    | RCH20                                    | TAL3                                     | DOV28                                    | KAN25                                    | CLT31                                    | POC23                                    | MCH25                                    | SON29                                    | CHI28                                    | DAY32                                    | KEN21                                    | NHA21                                    | POC37                                    | GLN36                                    | MCH7                                     | BRI18                                    | DAR22                                    | IND16                                    | LVS27                                    | RCH32                                    | CLT21                                    | DOV19                                    | TAL18                                    | KAN12                                    | MAR19                                    | TEX23                                    | PHO26                                    | HOM25                                    | 26th                                     | 495                                      |
| 2020                                     | Ricky Stenhouse Jr.                      | 47                                       | Chevy                                    | DAY20                                    | LVS3                                     | CAL20                                    | PHO22                                    | DAR40                                    | DAR25                                    | CLT24                                    | CLT4                                     | BRI34                                    | ATL13                                    | MAR21                                    | HOM20                                    | TAL2                                     | POC17                                    | POC15                                    | IND36                                    | KEN29                                    | TEX38                                    | KAN40                                    | NHA14                                    | MCH32                                    | MCH19                                    | DAY16                                    | DOV10                                    | DOV37                                    | DAY32                                    | DAR19                                    | RCH18                                    | BRI40                                    | LVS23                                    | TAL38                                    | CLT17                                    | KAN16                                    | TEX12                                    | MAR20                                    | PHO27                                    | 26th                                     | 584                                      |
| 2021                                     | Ricky Stenhouse Jr.                      | 47                                       | Chevy                                    | DAY18                                    | DAY18                                    | HOM15                                    | LVS11                                    | PHO12                                    | ATL12                                    | BRI2                                     | MAR15                                    | RCH17                                    | TAL                                      | KAN                                      | DAR                                      | DOV                                      | COA                                      | CLT                                      | SON                                      | NSH                                      | POC                                      | POC                                      | ROA                                      | ATL                                      | NHA                                      | GLN                                      | IND                                      | MCH                                      | DAY                                      | DAR                                      | RCH                                      | BRI                                      | LVS                                      | TAL                                      | CLT                                      | TEX                                      | KAN                                      | MAR                                      | PHO                                      | -*                                       | -*                                       |

## Nationwide Series

### Historia del auto n.º 47

#### Larry Pearson (1996)
El segundo equipo en el establo JTG Daugherty hizo su debut en 1996 en el All Pro Bumper To Bumper 300. El auto fue el n.º 46, patrocinado por Stanley Tools y conducido a un puesto 22 por Larry Pearson. Pearson condujo dos carreras más para el equipo ese año, cada una empeorando regresivamente.

#### Robert Pressley (2004)
ST no volvería a ejecutar un segundo automóvil hasta 2004, cuando presentaron el Ford Taurus n.º 47 conducido por Robert Pressley. Pressley tuvo dos resultados entre los diez primeros ese año y terminó 15.º en puntos.

#### Jon Wood (2005-2007)
Pressley fue reemplazado por el novato Jon Wood en 2005. Wood logró seis resultados entre los diez primeros y terminó 15.º en puntos generales del campeonato. Debía continuar conduciendo el auto n.º 47 en 2007 , antes de que problemas médicos lo obligaran a abandonar el vehículo.

#### Kelly Bires (2007-2008)
El ex campeón de la American Speed Association, Kelly Bires, ocupó el lugar de Wood durante la mayor parte del año, obteniendo dos resultados entre los diez primeros. Andy Lally ocupó su lugar en autódromos y terminó décimo en Watkins Glen International. Bires condujo a tiempo completo en 2008.

#### Michael McDowell (2009)
En 2009, Michael McDowell comenzó la temporada con el patrocinio de Tom's Snacks, donde tuvo tres resultados entre los diez primeros, pero dejó el equipo a la mitad de la temporada después de que Tom's Snacks dejó el equipo. El equipo se convirtió en un equipo de inicio y estacionamiento, enumerando ConstructionJobs.com como patrocinador (el patrocinio financió solo la práctica y la calificación). Kelly Bires regresó para tres carreras seguido por Coleman Pressley en Iowa. Marcos Ambrose corrió carreras completas con el patrocinio de STP en los dos eventos de autódromos en Watkins Glen y Montreal, y luego ganaría el evento en Watkins Glen. Pressley y Chase Miller terminaron la temporada. El equipo fue suspendido a finales de año y sus puntos de propietarios se vendieron a Penske Racing.
En 2010, el equipo regresó con Ambrose conduciendo dos carreras en autódromos ; en Watkins Glen, donde ganó la carrera, y en Montreal, donde no terminó la carrera por problemas eléctricos.

### Historia del auto n.º 59

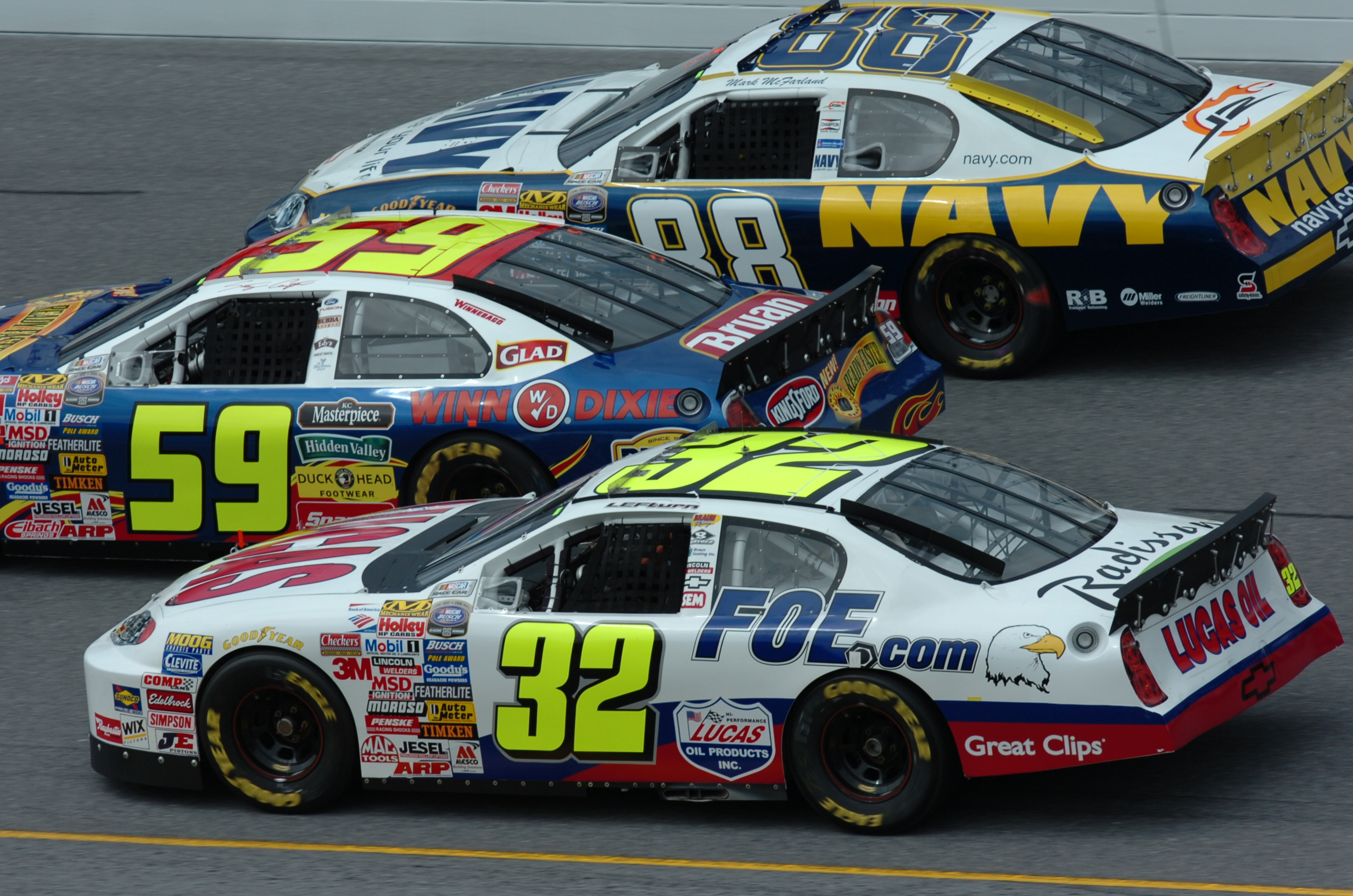
El auto n.º 59 en Daytona

#### Jeff Fuller (1995-1997) y Robert Pressley (1997-1998)
JTG Daugherty Racing (entonces conocido como ST Motorsports y propiedad de Tad Geschickter y el jefe de equipo Steve Plattenberger) hizo su debut en el Goody's 300 de 1995 . Jeff Fuller condujo el Chevrolet patrocinado por Sunoco hasta el undécimo lugar. Fuller corrió toda la temporada con ST y tuvo seis resultados entre los diez primeros en camino a un décimo lugar en los puntos. Fue nombrado Novato del Año por la Serie Busch ese año. Fuller regresó de nuevo en 1996. Si bien perdió siete puntos en la clasificación debido a perderse dos carreras, tuvo cuatro resultados entre los diez primeros y ganó desde la pole en el Food City 250. Fuller estaba en el puesto 18 en los puntos después del GM Goodwrench / Delco Batteries 200 de 1997 , cuando fue liberado y reemplazado por Robert Pressley. Pressley tuvo dos top 5 y terminó 32º en puntos a pesar de perderse la mitad de la temporada. Pressley solo pudo correr la mitad de la temporada en el recién renumerado n.º 59 debido a compromisos de la Copa Winston con Jasper Motorsports. Corrió 18 carreras y tuvo dos pole position, terminando 31.º en puntos con el patrocinio de Kingsford. Jimmie Johnson, Kevin Lepage , Ron Hornaday y Rich Bickle reemplazaron cuando Pressley no estaba disponible. Adam Petty condujo un segundo auto para el equipo, el Chevy Spree n.º 22 en tres carreras durante la temporada y su mejor resultado fue 27º (dos veces).

#### Mike Dillon (1999)
Para 1999 , ST contrató a Mike Dillon como su nuevo conductor. Dillon terminó séptimo en el Lysol 200 y terminó 16.º en puntos ese año.

#### Phil Parsons (2000) y Rich Bickle (2001)
Dillon se fue a Richard Childress Racing después de que terminó la temporada y ST lo reemplazó con Phil Parsons. Parsons se clasificó para las 32 carreras, tuvo dos top diez y terminó 12.º en los puntos. En 2001, fue reemplazado por Bickle nuevamente. Sin embargo, Bickle tuvo problemas en el viaje y fue reemplazado por Mark Green y Jeff Purvis después de MBNA.com 200.

#### Stacy Compton (2002-2006)
En 2002, ST contrató a Stacy Compton para conducir el n.º 59, y permaneció en el auto hasta el final de la temporada 2006. Su mejor resultado fue segundo cuatro veces, y la mejor posición en puntos fue novena en 2002. El único cambio importante desde 2002 hasta 2007 fue el cambio del equipo a Ford Motor Company en 2004.

#### Marcos Ambrose (2007-2008)
El piloto australiano Marcos Ambrose fue contratado para competir en el n.º 59 durante la temporada 2007, terminando entre los diez primeros seis veces y terminando el año sexto en puntos.
Ambrose ganó la primera carrera del equipo en 2008 con un n.º 59 patrocinado por STP en Watkins Glen. Para la Serie Nationwide 2009, el equipo n.º 59 cesó sus operaciones, con solo la entrada n.º 47 para numerosos conductores, y los puntos de propietario fueron para el Penske Dodge n.º 12 conducido por Justin Allgaier.

## Craftsman Truck Series
Más información: Wood Brothers Racing

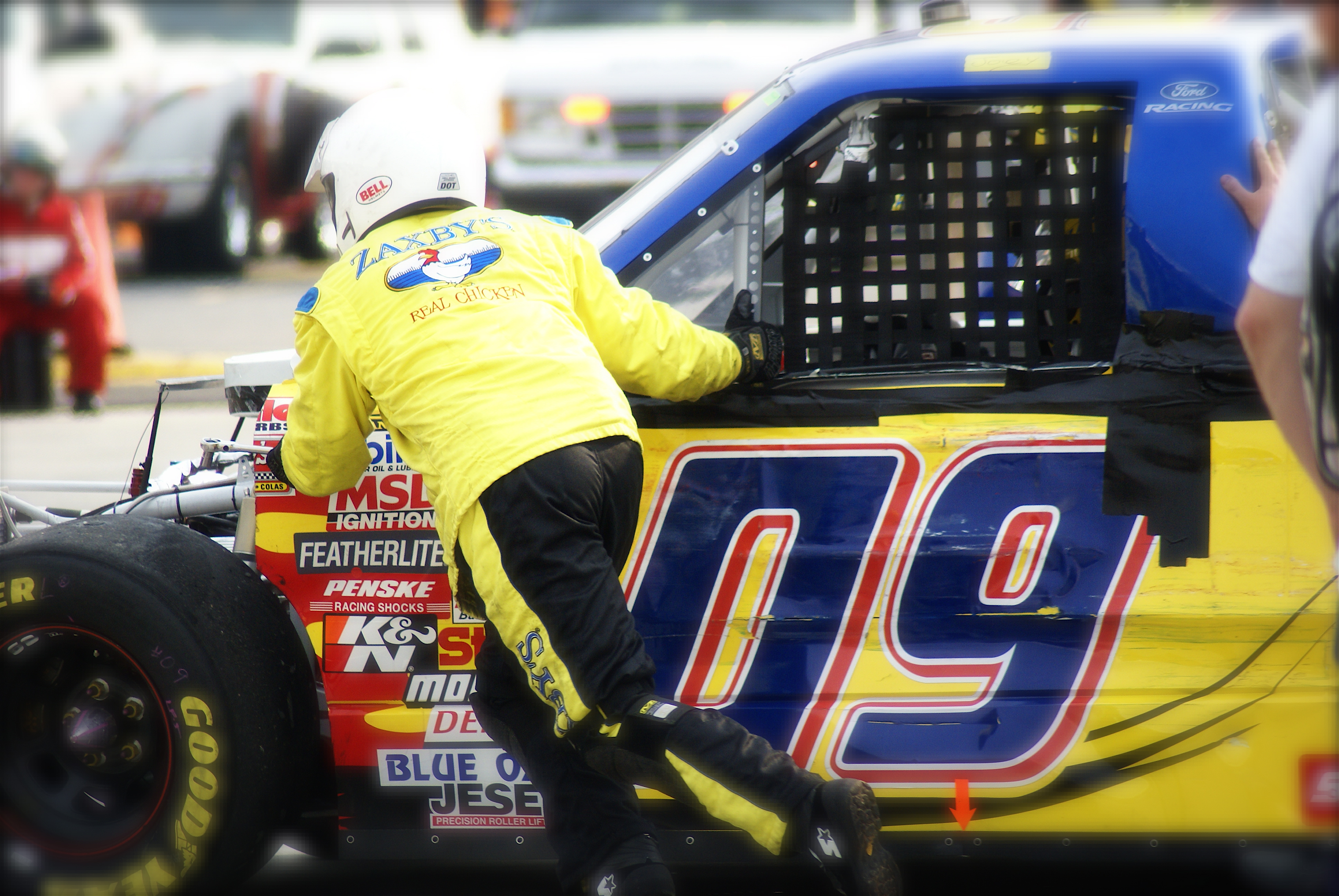
El camión n.º 09 después de un accidente en Martinsville Speedway en 2007.

La camioneta n.º 20 debutó en 2006 en la GM Flex Fuel 250 como ella misma, en asociación con Wood Brothers Racing. Jon Wood condujo el camión durante dos carreras, debido a que Marcos Ambrose no fue autorizado para correr las dos primeras carreras debido a la experiencia limitada. Bobby East dirigió el evento en Atlanta. Ambrose finalmente se hizo cargo de la carrera en Martinsville, ganando una pole y consiguiendo dos terceros puestos durante la temporada. En 2007, la camioneta cambió los números al n.º 09. Joey Clanton trajo a Zaxby's como patrocinador y compartiría el viaje con la ex veterana de la Serie Busch, Stacy Compton. Clanton, a pesar de tener un calendario parcial, fue tercero en la clasificación de Novato del Año. Clanton llevaría tanto el n.º 09 como el de Zaxby con él a Roush Fenway Racing para el 2008, lo que le permitiría a JTG Daugherty volver al n.º 20 y contratar a Scott Lagasse, Jr. como su nuevo piloto. Después de ocho carreras, JTG Daugherty cerró su equipo de Camionetas debido a la falta de fondos.

## Patrocinio
JTG Daugherty Racing ha mantenido relaciones a largo plazo con los patrocinadores Clorox y Kingsford y su empresa asociada desde su época en la serie Busch, y los dos a menudo aparecen en la tapa del maletero del coche incluso en carreras en las que no son el patrocinador principal. El equipo también ha mantenido buenas relaciones con Bush's Baked Beans y los socios más recientes Kroger, Kimberly-Clark ( Kleenex, Scott Products, Viva) y Charter Communications a través de varios cambios de conductores y fabricantes, y han podido atraer nuevos patrocinadores cada temporada.